# كازموصور
الكازموصور (الاسم العلمي: Chasmosaurus) (تعني السحالي المفتوحة أو المجوفة)، هو جنسٌ من الديناصورات القرناء التي ظهرت خِلال العصر الطباشيري المتأخر في أمريكا الشمالية. يقدر طوله ما بين 4.3 و 4.8 أمتار، ووزنه ما بين 1.5 و 2 طن، وقد كانت الكازموصورات من قرنيات الوجه المتوسطة الحجم. وكانت مثل كل قرنيات الوجه عاشبة. كان يطلق عليه في البداية اسم (البروتوروصور)، ولكن تم نشر هذا الاسم بالسابق لحيوان آخر. جمعت جميع عينات الكازموصور من تكوين منتزه الديناصورات في منتزه الديناصور الإقليمي في ألبرتا،كندا. يأتي (الكازموصور رسلي) من الطبقات السفلية للتكوين بينما يأتي (الكازموصور بيلي) من الطبقات الوسطى والعليا.